# Радухівська сільська рада
Ра́духівська сільська́ ра́да — орган місцевого самоврядування в Рівненському районі Рівненської області. Адміністративний центр — село Радухівка.

## Загальні відомості
- Радухівська сільська рада утворена в 1940 році.
- Територія ради: 53,989 км²
- Населення ради: 1 690 осіб (станом на 2001 рік)

## Населені пункти
Сільській раді підпорядковані населені пункти:
- с. Радухівка
- с. Новожуків
- с. Новостав-Дальній
- с. Сухівці

## Склад ради
Рада складається з 16 депутатів та голови.
- Голова ради: Полюхович Ольга Леонтіївна
- Секретар ради: Мачута Вікторія Олексіївна

### Керівний склад попередніх скликань
| Прізвище, ім'я, по батькові | Основні відомості                                                                       | Дата обрання | Дата звільнення |
| --------------------------- | --------------------------------------------------------------------------------------- | ------------ | --------------- |
| Жарський Федір Петрович     | Сільський голова, 1961 року народження, безпартійний                                    | 26.03.2006   | 31.10.2010      |
| Полюхович Ольга Леонтіївна  | Сільський голова, 1960 року народження, освіта середня спеціальна, член Народної партії | 31.10.2010   |                 |

Примітка: таблиця складена за даними сайту Верховної Ради України